# ناتورلال
میثیلش کومار سریواستوا که بیشتر با نام ناتورلال (انگلیسی: Natwarlal) یک کلاه‌بردار شهیر هندیست که برای فروش چندباره تاج‌محل و لال قلعه و ساختمان مجلس هند شناخته می‌شود.